# باشگاه فوتبال عدلیه باکو
باشگاه فوتبال عدلیه باکو (به لاتین: Adliyya Baku) یک باشگاه و تیم فوتبال در جمهوری آذربایجان بود که در شهر باکو فعالیت داشت.